# Рабаев, Юрий Романович
Юрий Романович Рабаев, настоящее имя Юно Рувимович Рабаев (сентябрь 1927, Махачкала — май 1993, Российская Федерация) — советский и российский архитектор, заслуженный архитектор РСФСР, лауреат Государственной премии СССР.

## Биография
Родился сентябре 1927 года в Махачкале в горско-еврейской семье.
В 1951 году окончил Московский архитектурный институт, после чего был направлен в архитектурную мастерскую № 7 Моспроекта при Мосгорисполкоме, где со временем стал ведущим специалистом.
В 1963 году после ухода главы архитектурной мастерской № 5 Моспроекта-2 Д. И. Бурдина на должность заместителя главного архитектора Москвы стал его преемником.
Свои первые работы в качестве архитектора Ю. Р. Рабаев выполнил в Тимирязевском районе Москвы. Среди них индивидуальные жилые дома на Лихачёвском шоссе, Бутырском хуторе, улице Костякова, кварталы по Тимирязевской улице и другие. В 1956 году совместно с архитектором И. Л. Маркузе спроектировал и построил комплекс жилых домов по улице Огарева и Брюсовому переулку со встроенным Всесоюзным Домом композитора.
Одним из его первых нестандартных проектов стал Центральный аэровокзал на Ленинградском шоссе (1960—1965), над которым он работал в группе архитекторов под руководством Д. И. Бурдина. Фасад гостиницы и оперативного корпуса аэровокзала оформлен как металлический фахверк с заполнением стеклом и стемалитом. Эта тема оформления фасада получила развитие в 10-этажном здании Всесоюзного института лёгкой промышленности на проспекте Вернадского.
Затем в месте с Д. И. Бурдиным, В. А. Климовым, М. М. Арутчьяном и В. П. Яковлевым занимался проектированием 40-этажного здания Министерства внешней торговли на Крымском Валу. Хотя этот проект не был осуществлён, отработанные при его проектировании решения и приёмы были воплощены в других объектах.
Одной из самых известных работ Ю. Н. Рабаев стал Памятник-могила Неизвестному солдату у Кремлёвской стены (1967, совместно с архитекторами Д. И. Бурдиным, В. А. Климовым и скульптором Н. В. Томским)
В 1970-х годах в составе авторского коллектива (с Д. И. Бурдиным, М. П. Артемьевым, В. П. Бельской и В. П. Яковлевым) спроектировал и построил комплекс из трёх зданий, в том числе Государственного банка и Министерства внутренних дел СССР на Октябрьской (Калужской) площади. В этом комплексе гармонично сочетаются три объёма: куб и два параллелепипеда — горизонтальный и вертикальный. В ходе проектирования высоту центрального здания пришлось снизить, что нарушило первоначальную задумку авторов.
Длительное время Ю. Н. Рабаев работал над проектом застройки улицы Димитрова (Большой Якиманки) (совместно с Д. И. Бурдиным, В. Г. Тальковским, И. А. Дьяченко, Т. С. Иткиной, Л. Б. Корнышёвой, А. Г. Львовым). В 1971 году он стал ответственным за застройку центральной части Октябрьского района Москвы и был избран депутатом Октябрьского райсовета.
В 1970 году, одержав победу в конкурсе, получил заказ на проектирование Гостиничного комплекса на 10 тысяч мест в Измайлове (совместно с Д. И. Бурдиным, В. А. Климовым и другими).
Когда в 1975 году 5-я мастерская Моспроекта-2 была разделена на мастерские № 5 и № 15, Ю. Н. Рабаев возглавил 15-ю мастерскую. По его проекту были построены здания торговых представительств СССР в Кёльне (ФРГ) и Осаке (Япония).
Принимал участие в архитектурных конкурсах. Среди его конкурсных работ театр в саду «Аквариум» (3-я премия), памятник воссоединению Украины с Россией, монумент покорителям космоса, въезды в Москву (2-е премии), кинотеатры, сельские клубы (1-я премия) и другие.
Будучи хорошим художником-графиком, часто рисовал во время поездок. Среди его графических работ — архитектурные ансамбли Средней Азии и Севера, панорамы Байкала, улицы заграничных городов. Неоднократно принимал участие в выставках живописи и графики Моспроекта-2.
Член КПСС. Занимался общественной деятельностью в Союзе архитекторов СССР. Состоял в координационном совете Союза архитекторов при парткоме ГлавАПУ.

Могила на Кунцевском кладбище

Умер в мае 1993 года. Похоронен на Кунцевском кладбище (3 уч.).

## Избранные проекты и постройки
В Москве:
- Жилые здания по улице Огарева и Брюсовому переулку в Москве со встроенным Всесоюзным Домом композитора (1956, совместно с И. Л. Маркузе)[2]
- Жилые здания в Тимирязевском районе г. Москвы[2]
- Комплекс Московского аэровокзала на Ленинградском проспекте (1965, совместно с Д. И. Бурдиным, Л. И. Баталовым, М. П. Артемьевым, В. А. Климовым, В. П. Яковлевым и другими)[2]
- Памятник-могила Неизвестному солдату у Кремлёвской стены (1967, совместно с архитекторами Д. И. Бурдиным, В. А. Климовым и скульптором Н. В. Томским)[2]
- Здание Всесоюзного института легкой промышленности на проспекте Вернадского в Москве[2]
- Здание Министерства внешней торговли СССР на Крымском валу (совместно с Д. И. Бурдиным, В. А. Климовым, М. М. Арутчьяном и В. П. Яковлевым, проект не осуществлён)[2]
- Здание Политбюро ЦК КПСС на территории Московского Кремля (совместно с Б. В. Палуем и Д. Л. Лукаевым)
- Комплекс из трех зданий на Октябрьской площади в Москве, включающий Государственный банк СССР и Министерство внутренних дел СССР (совместно с Д. И. Бурдиным, М. П. Артемьевым, В. П. Бельской и В. П. Яковлевым)[2]
- Гостиничный комплекс на 10 тысяч мест в Измайлове, г. Москва. Государственная премия СССР (совместно с Д. И. Бурдиным, 1978—1980)
- Реставрация зданий Свято-Данилова монастыря и строительство Патриаршей и синодальной резиденции (совместно с В. А. Климовым), 1985—1988.

За пределами СССР:
- Здания торговых представительств СССР в ФРГ, Японии и Индии.